# Flabellum knoxi
Espèce
Statut CITES
Flabellum knoxi est une espèce de coraux de la famille des Flabellidae.